# Mare fuori
Mare fuori è una serie televisiva italiana ideata da Cristiana Farina, scritta con  Maurizio Careddu, prodotta da Rai Fiction e Picomedia.
Nota anche con il titolo internazionale The Sea Beyond, la serie è incentrata sulle vicende dei detenuti e del personale di un immaginario Istituto Penale per Minorenni di Napoli, liberamente ispirato al carcere di Nisida.
Nel corso delle stagioni la serie ha ottenuto successo mediatico, ottenendo recensioni miste dalla critica televisiva, la quale ne ha apprezzato la scelta del cast rimanendo meno colpita dalla sceneggiatura e dalla descrizione della reale vita nelle carceri minorili. La serie è stata riconosciuta con due Nastri d'argento - Grandi Serie, quattro Ciak d'oro serie TV e ricevendo una candidatura al Globo d'oro.

## Trama
Carmine Di Salvo e Filippo Ferrari sono due adolescenti che provengono da due realtà opposte: il primo proviene da una famiglia camorrista napoletana dalla quale vorrebbe solo distaccarsi per costruirsi una vita onesta con la fidanzata Nina e diventare un parrucchiere professionista; il secondo, invece, è un promettente pianista nato in una benestante famiglia milanese che si trova in vacanza nel capoluogo campano con tre suoi amici. Entrambi vengono arrestati e rinchiusi in regime di custodia cautelare nel carcere minorile, dove vengono subito notati e presi di mira dal detenuto Ciro Ricci, figlio di un potente boss capo di una famiglia camorrista rivale dei Di Salvo, affermatosi come capo banda tra le mura del penitenziario. Nel settore femminile giunge invece Naditza, una ragazza rom con la quale Filippo avrà una tormentata e complicata storia d'amore.
Carmine e Filippo, nonostante le loro differenze, diventano migliori amici e la loro presenza ribalta l'equilibrio nel penitenziario, compreso il posto di capo appartenente al dispotico Ciro. Le circostanze e gli avvenimenti che vedranno come protagonisti principalmente Ciro, Carmine e Filippo, daranno l'avvio ad una continua serie e catena di causa ed effetto, dando così vita a tante vicende (pure pericolose) che implicheranno, anche nel futuro, chiunque stia loro vicino.
Tutti i detenuti hanno storie particolarmente difficili. Alcuni provengono da delle famiglie criminali e non hanno alcuna intenzione di cambiare vita; altri, pur essendo cresciuti in ambienti criminali e malavitosi, con fatica vogliono distaccarsene per vivere diversamente. Alcuni provengono da un ambiente familiare totalmente disfunzionale, a causa del quale sono rimasti abbandonati a se stessi; altri hanno commesso degli errori perché esasperati dai soprusi degli adulti. Alcuni invece sono stati arrestati per crimini non commessi; altri ancora sono nati in famiglie oneste, ma hanno subìto il fascino del cosiddetto "sistema": il mondo malavitoso e l'illusione dell'agiatezza che esso garantirebbe.
A cercare di far capire ai ragazzi che tutti possono cambiare ed iniziare a vivere onestamente, ci sono la direttrice Paola Vinci, il comandante della polizia penitenziaria Massimo Esposito, l'educatore Beppe Romano e le guardie. Ciascuno di loro, a proprio modo, anche grazie alle proprie esperienze in campo sia lavorativo che personale, cerca di dimostrare e si impegna a far capire ai ragazzi detenuti che una via diversa è sempre possibile.

## Episodi
| Stagione         | Episodi | Prima TV |
| ---------------- | ------- | -------- |
| Prima stagione   | 12      | 2020     |
| Seconda stagione | 12      | 2021     |
| Terza stagione   | 12      | 2023     |
| Quarta stagione  | 14      | 2024     |
| Quinta stagione  | 12      | 2025     |

## Personaggi e interpreti
- Massimo Esposito (stagione 1-in corso), interpretato da Carmine Recano.
Comandante della polizia penitenziaria, è un uomo di grandi principi e dalla ferrea morale, ma capace di ragionare oltre le regole.
- Paola Vinci (stagioni 1-3), interpretata da Carolina Crescentini.
È la direttrice dell’IPM all'inizio della narrazione della serie.
- Sofia Durante (stagione 3-in corso), interpretata da Lucrezia Guidone.
Giunta all'IPM sotto le mentite spoglie di una nuova educatrice, è in realtà un'ispettrice inviata dal ministero per indagare sulla gestione del penitenziario dopo l'evasione di Filippo e l'omicidio compiuto da Totò.
- Carmine Di Salvo (stagioni 1-4), interpretato da Massimiliano Caiazzo.
È un adolescente gentile, coraggioso e di buon cuore e che odia fermamente l'appartenenza alla sua famiglia e ai loro ideali criminali.
- Filippo Ferrari (stagioni 1-3), interpretato da Nicolas Maupas.
Diciassettenne proveniente dalla Milano bene e con un promettente futuro da pianista, vede la sua vita stravolta in maniera del tutto imprevista quando, durante una vacanza a Napoli, un gioco avvenuto sotto l'effetto di alcol e stupefacenti causa la morte di un suo amico Greg, conducendolo all'arresto per omicidio colposo e alla reclusione in IPM.
- Naditza Prigoanã (stagioni 1-3), interpretata da Valentina Romani.
È una ragazza rom e ha un carattere solare, sfacciato e irriverente, oltre a una tendenza naturale a cacciarsi nei guai ma è buona e altruista.
- Ciro Ricci (stagione 1, guest stagioni 2-5) interpretato da Giacomo Giorgio.
Figlio mediano del boss camorrista Salvatore Ricci, recluso all'IPM desidera affermarsi come boss al pari del padre una volta uscito da carcere.
- Edoardo Conte (stagioni 1-4), interpretato da Matteo Paolillo.
Nato e cresciuto nel malfamato quartiere di Forcella, è un membro di spicco del clan Ricci e grande amico di Ciro, il quale per lui è come un fratello oltre che suo compagno di cella.
- Gianni Russo (stagioni 1-5), interpretato da Domenico Cuomo.
Noto anche come Cardiotrap, pseudonimo da lui stesso scelto per la carriera di cantante che sogna di poter intraprendere, è finito in carcere dopo una rapina ai danni di un'anziana donna, la quale morì in seguito a un malore dopo aver sorpreso lui e i suoi complici nella propria casa.
- Giuseppe "Pino" Pagano (stagione 1-in corso), interpretato da Artem Tkachuk.
Abbandonato dal padre a soli quattro anni e cresciuto con la madre, Pino è un attaccabrighe dal temperamento reattivo, irascibile e manesco, completamente incapace di dominare le proprie emozioni e che spesso ricorre alla violenza per futili motivi. Per questo è conosciuto come Pino O' Pazzo.
- Silvia Scacco (stagioni 1-5), interpretata da Clotilde Esposito.
È un'adolescente civettuola e piacente; per sua stessa ammissione l'unica cosa che le interessa sono i ragazzi e ha fatto della seduzione la sua arma principale.
- Milos De Barre (stagioni 1-5), interpretato da Antonio D'Aquino.
È un ragazzo sinti, membro della banda di Ciro, che si limita più che altro ad eseguire gli ordini che gli vengono impartiti senza obiettare.
- Rosa Ricci (guest stagione 2, stagione 3-in corso), interpretata da Maria Esposito.
Sorella minore di Pietro e Ciro, ai quali era tanto legata, e figlia più piccola di Don Salvatore Ricci, ha circa sedici anni. Entra nell'IPM facendosi arrestare di proposito dopo aver gambizzato Salvo, cugino di Edoardo.
- Domenico "Mimmo" Varriale (guest stagione 2, stagioni 3-5), interpretato da Alessandro Orrei.
Cresciuto in una famiglia onesta ma estremamente povera, Mimmo è entrato volontariamente nel mondo della camorra, illuso dall'idea di poter ottenere una migliore condizione di vita.
- Luigi Cucciolo Di Meo (stagione 3-in corso), interpretato da Francesco Panarella.
Figlio di una madre tossicodipendente e di un padre assente, è il maggiore dei fratelli Di Meo. È omosessuale e molto attaccato al potere.
- Raffaele Micciarella Di Meo (stagione 3-in corso), interpretato da Giuseppe Pirozzi.
È il minore dei fratelli Di Meo. Ragazzino attaccabrighe e dal temperamento indomabile, tende spesso a cercare lo scontro per futili motivi ma con il tempo tende a maturare.
- Diego Dobermann (stagione 3-in corso), interpretato da Salahudin Tijani Imrana.
Giovane di origini nigeriane, è un clandestino giunto in Italia per mare.
- Giulia Bertolacci (stagioni 3-4), interpretata da Clara Soccini.
Adolescente della periferia milanese, è nota anche con lo pseudonimo "Crazy J." con il quale si è fatta conoscere come trapper.
- Alina Donetzka (guest stagione 3, stagione 4-in corso), interpretata da Yeva Sai.
Lei e il fratellino Damyan sono orfani della guerra in Ucraina: quest'ultimo è stato adottato da una famiglia italiana e Alina, costretta a separarsi da lui, è giunta a Napoli per ritrovarlo. Finisce all'IPM per aver ucciso un uomo che stava per violentarla.

## Produzione
La serie è ideata da Cristiana Farina, che è anche co-autrice del soggetto di serie insieme a Maurizio Careddu. Tra gli sceneggiatori c'è Angelo Petrella.
Prodotta da Rai Fiction e Picomedia, la serie viene girata nella base navale della Marina Militare sita in via Acton a Napoli. Nella serie si notano altri luoghi significativi della città come il Maschio Angioino, il lungomare Caracciolo, Galleria Umberto I, il Rione Sanità e Montesanto, diverse vie del centro storico, la stazione metropolitana di Toledo, il centro direzionale e Posillipo, oltre al porto di Salerno e Palazzo Coppola e i portici di Cava de' Tirreni.
Mentre era ancora in onda la prima stagione, il produttore Roberto Sessa confermò l'avvio della scrittura di una seconda stagione, le cui riprese iniziarono il 19 aprile 2021 per una durata di diciannove settimane.
Al termine dell'ultima puntata della seconda stagione, venne annunciata la terza stagione, poi confermata ufficialmente a gennaio 2022, le cui riprese iniziarono nella primavera dello stesso anno.
Nel marzo 2022, quando la terza stagione era ancora in fase di lavorazione, venne confermata la decisione di un rinnovo della serie per la quarta stagione. Nel gennaio 2023, quando la terza stagione stava per essere distribuita, la serie ebbe un ulteriore rinnovo anche per la quinta e per la sesta stagione. Le riprese della quarta stagione sono iniziate il 22 maggio 2023, per terminare il 23 settembre 2023.
Le riprese della quinta stagione sono iniziate il 10 giugno 2024 e si sono concluse il 12 ottobre 2024, con Ludovico di Martino che ha preso il posto di Ivan Silvestrini alla regia.
Le riprese della sesta stagione sono iniziate il 30 giugno 2025, questa volta sotto la regia di Beniamino Catena.

## Colonna sonora
La colonna sonora originale della serie tv è stata composta da Stefano Lentini e pubblicata da Rai Com e ha ricevuto un doppio disco di platino e un disco d'oro certificato dalla Federazione Industria Musicale Italiana / GfK Entertainment.
La colonna sonora della prima stagione ha visto la partecipazione dell'Orchestra Sinfonica Nazionale della RAI e del cantautore napoletano Raiz, il quale ha collaborato alla scrittura di tre brani e appare nella sigla della serie 'O mar for firmata da Matteo Paolillo, Lorenzo Gennaro e Stefano Lentini. La colonna sonora è composta da tre universi sonori distinti, il primo è quello della musica per pianoforte suonata dai due protagonisti (Filippo e Naditza) le cui parti sono state interpretate dalla pianista Gilda Buttà (brani originali) e Michelangelo Carbonara (brani classici e rivisitazioni). Il secondo universo sonoro è quello della musica rap/hip-hop interpretata da Raiz. Il terzo mondo sonoro è caratterizzato dall'unione di elementi diversi, orchestrali, elettronici e un coro di voci bianche (il coro "I Piccoli Cantori" di Barcellona Pozzo di Gotto). L'album della colonna sonora è stato pubblicato il 23 settembre 2020 in formato digitale e comprende 33 tracce per una durata complessiva di 91 minuti. È stato mixato da Geoff Foster e masterizzato da Stefano Lentini. L'album ha collezionato più di 50 milioni di streaming solo su Spotify.
L'album della colonna sonora della seconda stagione è stato pubblicato il 16 dicembre 2021, registrato a Roma con l'Orchestra Italiana del Cinema presso i Forum Music Village Studios di Roma. All'album hanno collaborato: Raiz come co-autore e interprete della canzone Amore che fa male; Gilda Buttà come pianista; Marco Rovinelli alla batteria. L'album è stato mixato da Fabio Patrignani e Stefano Lentini.
La colonna sonora della terza stagione è uscita il 1º febbraio 2023, stesso giorno dell'anteprima della Serie sulla piattaforma RaiPlay. L'album rappresenta l’evoluzione di un percorso di fusione di generi che estende i suoi confini all’elettronica. L'album è composto da quindici brani tra cui una nuova versione della canzone Tic Toc cantata da Raiz. Nel corso della prima metà del 2023 la colonna sonora delle tre stagioni ha collezionato più di 50 milioni di streaming su Spotify e su YouTube entrando nelle classifiche Viral italiane e Global. Stefano Lentini ha dichiarato che le sue colonne sonore nascono sempre dal tentativo di trovare linguaggio in grado fondere il passato e il futuro dei protagonisti mantenendo una quota di mistero. L'album è stato mixato e masterizzato da Stefano Lentini.
L'album della colonna sonora della quarta stagione è stato pubblicato il 14 febbraio 2024, data della messa in onda televisiva della prima puntata su Rai 2. Vede la partecipazione del cantautore napoletano Raiz, dell'Orchestra Sinfonica Nazionale della RAI e del Coro di Voci Bianche "I Piccoli Cantori" di Barcellona Pozzo di Gotto. È stato pubblicato separatamente per Warner Music Italy il brano Ragazzi fuori di Clara che vede Stefano Lentini nella veste di produttore musicale. L'album della colonna sonora è stato recensito dalla critica come una conferma del valore dell'approccio eclettico e innovativo di Stefano Lentini, creatore di una soundtrack che è anche concept album in cui dialogano molteplici sfumature: il sacro, profano, pop, classica, progressive, rock e alt-classic. Le tre canzoni originali Simmo nuje, Luna chiena e Dobermann (feat. Enrico Tijani) sono state scritte da Stefano Lentini e Raiz. L'album è stato mixato da Geoff Foster e Stefano Lentini e masterizzato da Bo Kondren.
L'album della quinta stagione è stato pubblicato il 12 marzo 2025, contiene 17 brani e tre nuove canzoni scritte da Stefano Lentini e Raiz. La colonna sonora è stata scritta e prodotta da Stefano Lentini e vede la collaborazione dell'Orchestra Sinfonica Nazionale della RAI, della pianista Gilda Buttà, del bassista Andrea Torresani, i batteristi Andrea Fontana e Marco Rovinelli, il coro di voci bianche "I Piccoli Cantori" di Barcellona Pozzo di Gotto, l'attore Domenico Cuomo. L'album è stato mixato da Geoff Foster e masterizzato da Gene Grimaldi.

## Distribuzione
La prima e la seconda stagione vennero trasmesse in prima visione da Rai 2 rispettivamente alla fine del 2020 e alla fine del 2021 gli episodi venivano aggiunti al catalogo della piattaforma RaiPlay qualche ora dopo la diffusione sulla TV lineare. Fecero eccezione solamente gli episodi 1 e 2 della seconda stagione, che vennero invece distribuiti da RaiPlay due giorni prima della trasmissione su Rai 2.
Nella primavera del 2022, la Rai perse i diritti per la distribuzione della serie, che di conseguenza venne interamente rimossa dalla sua piattaforma di video on demand. Il 10 giugno 2022 le prime due stagioni della serie vennero aggiunte al catalogo di Netflix e soltanto a questo punto la serie diventò un fenomeno di culto, ottenendo grande attenzione dal pubblico e dalla critica. Le prime due stagioni sono state in classifica nella top 10 delle serie più viste per 18 settimane.
Grazie alla società di produzione e distribuzione Beta Film, la serie è stata distribuita in Francia, Germania, Scandinavia e Spagna ed è anche visionabile in America Latina, Israele e nei paesi nordici.
Per la terza stagione della serie, i diritti per la diffusione via streaming tornano a RaiPlay, che il 1º febbraio 2023 pubblica i primi sei episodi anticipando di conseguenza la prima visione sulla TV lineare. RaiPlay, nella stessa data, ha ripubblicato anche le prime due stagioni che erano state rimosse un anno prima.
Il 13 febbraio 2023, RaiPlay ha pubblicato i rimanenti sei episodi inediti. Sulla piattaforma si colloca in cima alla classifica dei programmi seriali on demand più visti nel singolo giorno con quasi 2,7 milioni di visualizzazioni in 24 ore e dal settembre 2020 fino a quel momento la fiction ha avuto 80 milioni di visualizzazioni complessive.
Nello stesso periodo, le prime due stagioni della serie continuano a riscuotere gradimento su Netflix.
La diffusione sulla televisione lineare della terza stagione è iniziata il 15 febbraio 2023 ed è terminata il 22 marzo 2023. Il canale tematico Rai Premium ha iniziato a trasmettere l'intera serie in replica dal 30 marzo 2023; prima di questa data, la serie non era mai andata in onda su tale canale. Alla fine di aprile 2023, RaiPlay ha eliminato nuovamente le prime due stagioni della serie dal proprio catalogo e il 27 luglio 2023 ha eliminato anche la terza stagione, così i diritti per la distribuzione televisiva on demand dell'intera serie ritornano ad essere detenuti in esclusiva da Netflix.
La quarta stagione viene trasmessa su Rai 2 a partire dal 14 febbraio 2024, mentre su RaiPlay sono stati caricati i primi sei episodi, insieme alle tre stagioni precedenti (tuttora disponibili), dal 1º febbraio, per poi essere seguiti dagli ultimi otto il 14 febbraio stesso.
La quinta stagione viene trasmessa sempre su Rai 2 dal 26 marzo 2025, mentre i primi sei episodi vengono caricati su RaiPlay il 12 marzo seguiti dai restanti sei il 26 marzo stesso.
Le riprese della sesta stagione sono partite il 30 giugno 2025, in seguito alla fine di quelle del film prequel su Rosa Ricci.L'uscita della sesta stagione è prevista per fine febbraio 2026

## Altre opere
Atresmedia ha acquisito i diritti della serie italiana per realizzare il primo remake spagnolo dal titolo Mar Afuera.
Il 1º febbraio 2023 RaiPlay ha pubblicato in esclusiva l'opera audiovisiva Mare fuori #confessioni, che tramite la tecnica del mockumentary, alternata a spezzoni tratti da prima e seconda stagione, mostra alcuni protagonisti della serie nell'atto di commentare le esperienze vissute all'interno del carcere. Il mockumentary si compone di quattro episodi: La formazione criminale di Filippo, L'amore all'improvviso, Le conseguenze dell'odio e L'amore che si moltiplica. Ciascuno di essi è relativo uno specifico frangente della trama ed è a sua volta suddiviso in clip; questi ultimi vedono la partecipazione attiva di Nicolas Maupas, Massimiliano Caiazzo, Valentina Romani, Giacomo Giorgio, Artem, Clotilde Esposito, Nicolò Galasso, Matteo Paolillo, Antonio Orefice, Giovanna Sannino e Ludovica Coscione, che riprendono i rispettivi ruoli già ricoperti nella serie madre. Serena De Ferrari, Domenico Cuomo, Kyshan Wilson e Serena Codato appaiono invece solamente nell'introduzione di ciascuna puntata, ma non figurano come parte integrante in nessuna di esse.
Dalla serie è stato inoltre tratto un musical omonimo, scritto da Cristiana Farina e Maurizio Careddu (già sceneggiatori e co-creatori della serie) e diretto da Alessandro Siani, che ha debuttato il 14 dicembre 2023 al Teatro Augusteo di Napoli. Del cast fanno parte diversi volti della serie come Maria Esposito (interprete di Rosa Ricci), Enrico Tijani (Dobermann), Antonio Orefice (Totò), Giuseppe Pirozzi (Micciarella), Antonio D'Aquino (Milos) e Carmen Pommella (Nunzia, una delle guardie).
Il 30 ottobre 2025 uscirà nelle sale Io sono Rosa Ricci, un film spin-off incentrato sull'omonimo personaggio interpretato da Maria Esposito, Andrea Arcangeli (in un ruolo di un personaggio ancora sconosciuto), e con la partecipazione di Raiz nel ruolo di Don Salvatore Ricci. È stato ufficializzato da Giacomo Giorgio che non parteciperà al film nei panni di Ciro Ricci.. Nel film ci sarà Antonia Truppo nel ruolo di Maria Caputo, madre di Rosa.

## Collaborazioni
Dal 2024 sono iniziate una serie di collaborazioni con altri marchi e molte volte esse sono presenti anche nella serie. Un esempio è Lavazza, che ha collaborato con Mare fuori, aggiungendo un corso su come diventare maestri del caffè all'interno della serie.
Sempre nel 2024 Mare fuori ha deciso di collaborare anche con Bic, creando così varie penne e accendini.
Altre collaborazioni che sono emerse nel 2024 sono quelle con OVS (in cui molti degli attori hanno indossato i vestiti dell'omonima marca), con MSC Crociere (di cui appaiono varie navi all'interno della serie), con Cult (dove quasi tutti gli attori hanno indossato le scarpe dell'omonima marca) e Bauli (dove sono stati realizzati vari panettoni, pandori e uova di Pasqua).
Nel 2025 Mare fuori ha deciso di continuare la collaborazione con Lavazza aggiungendo vari premi in palio, come un viaggio a Napoli durante le riprese o tazzine da caffè varie.
Sempre nel 2025 Mare fuori ha continuato la collaborazione con OVS e ha collaborato per la prima volta con Old Wild West aggiungendo "O' Menu" in edizione limitata.

## Accoglienza
La serie ha ottenuto recensioni miste da parte della critica televisiva.
Francesca Lombardo di Sentieri selvaggi scrive che sebbene la prima stagione sembri una serie adolescenziale, nelle stagioni successive «la storia diventa più matura» apprezzando che «i personaggi crescono, spesso cambiano totalmente la loro personalità». Lorenzo Ciofani del Cinematografo apprezza anch'egli l'evoluzione della serie da adolescenziale ad adulta, riscontrando che «Mare fuori lavora sull'empatia dello spettatore, coinvolge perché non lascia mai fuori campo l'obiettivo di un IPM» trovandovi «il realismo sociale di Un posto al sole, la ricezione mitopoietica di Gomorra - La serie e la drammatizzazione della sceneggiata».
In un'analisi delle serie Gabriele Laurino di Everyeye.it sottolinea che nella progressione delle stagioni la serie «sia peggiorata progressivamente» per via dell'inserimento di eccessivi «intrighi e drammi sentimentali», apprezzando l'idea «affascinante e originale» iniziale «focalizzata sulle varie storie che si incrociavano all'interno dell'IPM ma soprattutto sul recupero e sulla rieducazione dei ragazzi» Similmente Diana Principe di Wired Italia ha riportato che le stagioni successive alla prima «oscillano tra il cringe e il sentimentalismo da soap opera» Anche Francesca D'Angelo di Rolling Stone Italia sottolinea che «più che un carcere minorile, sembra di stare nel Sottosopra di Stranger Things» portando come esempio una non veridicità del rapporto tra i ragazzi del carcere, sia nel reparto maschile che femminile, scrivendo che «gli arresti sembrano quasi delle rimpatriate di famiglia, e c’è persino chi si premura di portare abiti e lenzuola firmate. Mancano solo gli unicorni».

## Controversie
Nel corso delle stagioni la serie televisiva è stata accusata di fuorviare l'idea del carcere minorile e di creare una falsa narrazione sulla vita carceraria.
Alcuni ex detenuti hanno espresso disaccordo nella narrazione della serie rispetto al trattamento dei detenuti, al rapporto tra gli stessi e le guardie carcerarie. In un'intervista rilasciata a Fanpage.it una ex carcerata nell'Istituto Penale per Minorenni di Nisida ha sottolineato che la narrazione della serie televisiva risulta fuorviante e imprecisa rispetto alla realtà, dichiarando che «quello che si vede nella serie non ha nulla a che fare con la realtà e fa una certa impressione vedere turisti in giro per la città alla ricerca dell'IPM o, peggio ancora, vedere ragazzini napoletani che quasi desiderano trascorrere una settimana a Nisida dopo aver visto la serie. Quello è un luogo di sofferenza, che ti segna e ti peggiora».
La comandante dell'Istituto Penale per Minorenni di Nisida Eleonora Ascione ha affermato che, sebbene apprezzi l'approccio che il personaggio ispirato alla sua carica instauri con i detenuti, afferma che la serie falsa la possibilità di intrecciare la vita privata delle forze dell'ordine con i detenuti, dichiarando «è impossibile che esista una relazione come quella che il comandante, il mio alter ego nella serie, ha con i ragazzi. Non si può travalicare la sfera personale e privata».
L'ex magistrato e procuratore per i minorenni a Torino Ennio Tomaselli ha dichiarato la non veridicità dei procedimenti giudiziari con cui la serie incarcera i minori oltre che la «pressoché totale assenza di riferimenti a procedure, istituti e strumenti della cognizione, dell’esecuzione e della sorveglianza nonché a giudici e avvocati» oltre che della totale assenza di dialoghi riguardo la «scadenza delle misure cautelari e di fine pena, così come di progetti per il dopo almeno auspicabilmente strutturati e condivisi» e «una promiscuità del tutto inverosimile nel mondo reale» tra gli incontri dei carcerati all'interno della struttura.

## Riconoscimenti
- Cilento Fest
  - 2022 – Miglior colonna sonora a Stefano Lentini
- Nastri d'argento - Grandi Serie
  - 2022 – Premio Nuovo Imae 2022
  - 2023 – Serie TV dell'anno
- Ciak d'oro serie TV
  - 2023 – Miglior protagonista per il pubblico giovanile a Massimiliano Caiazzo
  - 2023 – Miglior serie pubblico under 30
  - 2023 – Migliore attrice italiana a Carolina Crescentini
  - 2023 – Miglior protagonista pubblico under 30 a Massimiliano Caiazzo
  - 2023 – Candidatura al miglior protagonista pubblico under 30 a Valentina Romani
- Globo d'oro
  - 2023 – Candidatura alla miglior serie TV
- Italian Global Series Festival
  - 2025 – Candidatura alla miglior serie drama[73]
- SIAE Music Awards 2024
  - 2024 – Miglior colonna sonora - Serie tv streaming a Stefano Lentini